# Servilia
A Servilia (oroszul: Сервилия; Serviliya) Nyikolaj Andrejevics Rimszkij-Korszakov ötfelvonásos operája, az opera szövegkönyvét Lev Alekszandrovics Mei 1854-ben írt drámája alapján maga Rimszkij-Korszakov írta. Ősbemutatójára 1902.október 14-én (régi naptár szerint október 2-án) a Szentpétervári Mariinszkij Színházban került sor.

## Az opera keletkezése és bemutatása
Az ókori római téma Rimszkij-Korszakov operai hagyatékában eleinte teljesen össze nem illőnek tűnhet, bár Servilia megjelenése semmiképpen sem volt véletlen. Ezzel a zeneszerzőnek a neves költő és drámaíró, Lev Mei drámái nyomán írt operahármasát kellett kiegészítenie. Ebben a hármasban a Servilia mellett a Pszkov-i lány – Rimszkij-Korszakov első operája – és a cári menyasszonya szerepel, amely drámai és zenei szempontból is kétségtelenül sikert aratott az alkotók számára. Mindhárom operának van történelmi cselekménye – kettő az orosz történelemből, a harmadik pedig az ókori világból, bár a 19. századi orosz kultúrában az autokrácia témájának merev felfogásával az ilyen cselekményeket az orosz valóságra való utalásnak tekintették. Rimszkij-Korszakov hajlamos volt szisztematikus munkára, majd utólag megvalósítani elképzeléseit, és a Servilia ötlete nem egyszer felmerült benne; végül a zeneszerző magára vállalta a librettó megírását, az általa választott irodalmi forrás szembetűnő gyengeségei ellenére.
A zeneszerző teret keresett a kísérletezésnek, igyekezett túllépni zeneszerzői tevékenységi körének – mindenekelőtt orosz mesemondó-zeneszerzői tevékenységének – határain. Az ókori cselekmény megszabadította minden „folkloriális” kötelezettségtől, és lehetővé tett minden stilisztikai kísérletet: „Az ókori Róma életéből vett cselekmény felszabadította a kezeket a stílus szabadsága tekintetében. Itt minden megfelelő volt, kivéve az egyértelműen inkonzisztenseket, mint például minden egyértelműen német, nyilvánvalóan francia, kétségtelenül orosz stb. Ősi zenének nyoma sem volt, senki nem hallotta, senki joga volt bírálni a zeneszerzőt amiatt, hogy zenéje nem római, ha betartotta azt a feltételt, hogy kerülje az egyértelműen ellentmondást. Ennek következtében a szabadság szinte teljesen teljes volt.” Az a szabadság, amelyről Rimszkij-Korszakov írt, az opera összetett zenei polistilizmusában nyilvánult meg: kifejezetten érdekes hallgatni, feltárva Rimszkij-Korszakov párbeszédét az európai zene különböző ágaival. A pompás római ízt Wagnerre emlékeztető eszközökkel állították elő; valamint a Lohengrinnel, Tannhäuserrel és Parsifallal való közvetlen zenei asszociáció, a kidolgozott vezérmotívum rendszerben egy Wagner-féle sugallat egyértelműen megfigyelhető. Mint akadémikus-zeneszerző, mint zenetudós-zeneszerző, Rimszkij-Korszakov természetesen kamatoztatta az ősi módozatok (fríg, mixolíd és így tovább) ismereteit – természetesen ennek a koncepciónak minden konvencióját figyelembe véve. Egy másik stílusmód az általános európai romantikus intonációs nyelv. Hősnője alakításában Rimszkij-Korszakov ezt a nyelvet a legmodernebb, legösszetettebb és legkifinomultabb késő romantikus formájában használja, Richard Straussra vagy Szkrjabinra gondolva.
A világpremierre 1902. október 14-én (október 2.) került sor Szentpéterváron a Mariinszkij Színházban. Rimszkij-Korszakov kései operái közül ez volt az egyetlen, amelyet nem Mamontov magánszínházában mutattak be – Felix Blumenfeld vezényletével. A második előadásra 1904-ben, a harmadikra 1944-ben került sor.

## Szereplők
| Szerep | Hangnem      |
| --- | ------------ |
| Marcia Servilia Sorana vagy közismert nevén Servilia, Soranus Barea lánya                                                                           | szoprán      |
| Ofonius Tigellinus, a praetorianus gárda prefektusa                                                                                                 | basszus      |
| Helvidius Priscus, filozófus | basszus      |
| Soranus Barea szenátor, Servilia apja | basszus      |
| Trasea Paeteus, római szenátor | tenor        |
| Valerius Arulenus Rusticus, római szenátor | tenor        |
| Curtius Montanus, római szenátor | tenor        |
| Egnatius, Soranus egykori teuton rabszolgája | bariton      |
| Praetor | basszus      |
| Herald | tenor        |
| Egy öregember | basszus      |
| Locusta, jósnő | mezzoszoprán |
| Nevolea, keresztény rabszolga | szoprán      |
| Kórus: Szenátorok, Tribunusok, Papok, Praetorianusok, Gladiátorok, Katonák, Zenészek, eladók, énekesek, polgárok, keresztények, emberek, rabszolgák |              |

## Az opera cselekménye
Helyszín: Róma
Idő: Krisztus előtt 67-ben

### Első felvonás
A római fórum
A Herald bejelenti Néró szent akaratát: a Minerva tiszteletére rendezett ünnepségek alkalmából Néró elrendelte a színház és a cirkusz megnyitását. A tömeg ujjong. Egy pletyka azonban arról szól, hogy a keresztények újra megjelentek Róma külvárosában. Megjelenik a szent körmenet. Ahogy a körmenet elhalad, az emberek mind térdre esnek; csak az Öreg ül mozdulatlanul a padon, mint korábban. Megszólítja az embereket: „Őrültek… a ti isteneitek csak márványtöredékek.” Ezekkel a szavakkal töri össze botjával Diána szobrát.
Az emberek pillanatnyilag gyökeret vernek, hogy megkövezzék az öreget. Zörgött, Servilia, Soranus szenátor lánya szemtanúja a jelenetnek a szenátor házának teraszáról. Hirtelen a körmenetben Valerius beront a tömegbe, és megakadályozza a mészárlást. Serviliát lenyűgözi a fiatal tribün szépsége és előkelősége. Valerius Serviliára néz, és azonnal nekiesik.

### Második felvonás
Agrippa fürdője
A mindenható Tigellinus prefektus atrocitásai és brutalitása felháborította az embereket. Paconius vezette szenátorok levelet írnak Nérónak. Egnatiusnak, Soranus szenátor felszabadítottjának kell átadnia a levelet Caesar Nérónak. Egnatiusról azonban kiderül, hogy áruló. Tigellinust a titkos ajtó mögé rejtette, és felfedte előtte a szenátorok összeesküvését. Tigellinus azon töpreng, mi késztette Egnatiust, hogy elárulja a tervüket. „Milyen szenvedély inspirál? Bosszú, hatalomvágy, féltékenység?” Mire Egnatius így válaszol: „Ez szerelem!”

### Harmadik felvonás
Soranus háza
Servilia egy forgó keréknél ül. Soranus közli vele, hogy feleségül akarja venni barátjával, Traseával. Servilia kétségbe van esve, mert szerelmes Valeriusba. Megjelenik Trasea, és elmondja Soranusnak, hogy mostohafia, Valerius reménytelenül szerelmes Serviliába. Trasea kész elutasítani Serviliát, és hagyni, hogy ők ketten boldogok legyenek. Valerius belép. Nem tudja tovább leplezni Servilia iránti érzelmeit. Trasea és Soranus áldását adja a párra. Valerius és Servilia túl boldogok. Boldogságukat azonban elrontja egy százados érkezése. Soranust és Traseát árulás vádjával vádolják Róma ellen Caesar nevében.

### Negyedik felvonás
Locusta varázslónő háza
Egnatius belép. Tudja, hogy Serviliának ide kell jönnie. Servilia tudni akarja, mi lesz apja sorsa. Egnatius szerelmét vallja Serviliának, aki dühösen elutasítja őt. Aztán elmondja neki, hogy Valerius egy bérgyilkos kezei közé esett, és elmegy, bezárva Serviliát Locusta házába. Servilia meg akar halni, hogy megszabaduljon a szégyentől, de Nevolea, Locusta keresztény rabszolgája kiszabadítja. Servilia ekkor is keresztény lesz.

### Ötödik felvonás
Vénusz temploma
A törvényszék Soranus és Trasea sorsáról dönt. Árulással vádolják és száműzetésre ítélik őket, míg Serviliát óvadék ellenében és próbaidőre Egnatius kezébe adják. Ebben a sötét órában megjelenik Valerius, és római tribunként megvétózza a bírósági ítéletet.
Az ujjongó tömeg körülveszi Valeriust. Izgatottan szólítja meg Serviliát, de boldogságuk kudarcra van ítélve: Servilia nagyon gyenge és közel áll a halálhoz. Servilia arra kéri Valeriust, hogy ne álljon bosszút ellenségein, és inkább Istenhez forduljon. Mindenkinek megbocsát és meghal. Megrendülten, Egnatius és a nép leborul az egy élő Isten előtt.